# Crosseyed Heart
Crosseyed Heart är ett musikalbum av Keith Richards, lanserat i september 2015. Skivan släpptes på bolaget Republic Records och var Richards tredje soloalbum. Hans förra soloalbum Main Offender släpptes 23 år tidigare. Richards spelade liksom med de tidigare soloskivorna in skivan med gruppen The X-Pensive Winos, vars trummis Steve Jordan samskrev flera av låtarna med Richards. Albumet mottogs väl och nådde höga listplaceringar i många länder. Skivan innehar betyget 75 hos Metacritic, vilket indikerer ett generellt gott mottagande.

## Låtlista
(upphovsman inom parentes)
1. "Crosseyed Heart" (Keith Richards) - 1:52
2. "Heartstopper" (Keith Richards, Steve Jordan) - 3:04
3. "Amnesia" (Keith Richards, Steve Jordan) - 3:35
4. "Robbed Blind"	(Keith Richards) - 4:00
5. "Trouble" (Keith Richards, Steve Jordan) - 4:17
6. "Love Overdue"	(Gregory Isaacs) - 3:28
7. "Nothing On Me" (Keith Richards, Steve Jordan) - 3:47
8. "Suspicious" (Keith Richards) - 3:42
9. "Blues In the Morning"	(Keith Richards, Steve Jordan) - 4:25
10. "Something For Nothing" (Keith Richards, Steve Jordan) - 3:28
11. "Illusion" (Keith Richards, Steve Jordan, Norah Jones) - 3:48
12. "Just a Gift" (Keith Richards, Steve Jordan) - 4:01
13. "Goodnight Irene" (Huddie Ledbetter, Alan Lomax) - 5:46
14. "Substantial Damage" (Keith Richards, Steve Jordan) - 4:21
15. "Lover’s Plea"	(Keith Richards, Steve Jordan, David Porter) - 4:23

## Listplaceringar
- Billboard 200, USA: #11[2]
- UK Albums Chart, Storbritannien: #7[3]
- Nederländerna: #4[4]
- Österrike: #1[5]
- Spanien: #12[6]
- Danmark: #8[7]
- VG-lista, Norge: #5[8]
- Sverigetopplistan: #7[9]

## Fotnoter
1. ↑  http://www.metacritic.com/music/crosseyed-heart/keith-richards
2. ↑  https://www.billboard.com/music/Keith-Richards/chart-history/billboard-200
3. ↑  http://www.officialcharts.com/artist/4358/keith-richards/
4. ↑  https://dutchcharts.nl/showitem.asp?interpret=Keith+Richards&titel=Crosseyed+Heart&cat=a
5. ↑  https://austriancharts.at/showitem.asp?interpret=Keith+Richards&titel=Crosseyed+Heart&cat=a
6. ↑  https://spanishcharts.com/showitem.asp?interpret=Keith+Richards&titel=Crosseyed+Heart&cat=a
7. ↑  https://danishcharts.dk/showitem.asp?interpret=Keith+Richards&titel=Crosseyed+Heart&cat=a
8. ↑  https://norwegiancharts.com/showitem.asp?interpret=Keith+Richards&titel=Crosseyed+Heart&cat=a
9. ↑  https://swedishcharts.com/showitem.asp?interpret=Keith+Richards&titel=Crosseyed+Heart&cat=a